# Jay Blankenau
Jay Michael Blankenau (Sherwood Park, 27 de setembro de 1989) é um jogador de voleibolista profissional canadense que atua na posição de levantador.

## Carreira
Jay Blankenau é membro da seleção canadense de voleibol masculino. Em 2016, representou seu país nos Jogos Olímpicos de Verão no Rio de Janeiro, que ficou em sexto lugar.